# Telemark-Weltcup 2024/25
Der Telemark-Weltcup 2024/25 ist eine vom Weltverband FIS ausgetragene Wettkampfserie im Telemarken. Sie beginnt am 19. Dezember 2024 in Pinzolo und endet am 29. März 2025 in Thyon.

## Weltcupwertungen

### Gesamt
| Rang | Athlet                  | Punkte |
| ---- | ----------------------- | ------ |
| 1    | Trym Nygaard Løken      | 200    |
| 2    | Yoann Rostolan          | 125    |
| 3    | Raphael Mahlknecht      | 116    |
| 4    | Nicolas Michel          | 105    |
| 5    | Alexis Page             | 100    |
| 6    | Noé Claye               | 89     |
| 7    | Romain Beney            | 72     |
| 8    | Charly Petex            | 62     |
| 9    | Jacob Benjamin Alveberg | 54     |
| 10   | Theo Sillon             | 53     |

| Rang | Athletin               | Punkte |
| ---- | ---------------------- | ------ |
| 1    | Jasmin Taylor          | 160    |
| 2    | Kaja Bjørnstad Konow   | 150    |
| 3    | Augustine Carliez      | 125    |
| 3    | Bouquet Argeline Tan   | 125    |
| 5    | Camille Bourbon        | 110    |
| 6    | Laly Chaucheprat       | 76     |
| 6    | Goril Strom Eriksen    | 76     |
| 8    | Ella Strom Eriksen     | 58     |
| 8    | Coletta Frick          | 58     |
| 8    | Anne Katharina Kessler | 58     |

### Classic
| Rang | Athlet | Punkte |
| ---- | ------ | ------ |
| 1    |        |        |
| 2    |        |        |
| 3    |        |        |
| 4    |        |        |
| 5    |        |        |
| 6    |        |        |
| 7    |        |        |
| 8    |        |        |
| 9    |        |        |
| 10   |        |        |

| Rang | Athletin | Punkte |
| ---- | -------- | ------ |
| 1    |          |        |
| 2    |          |        |
| 3    |          |        |
| 4    |          |        |
| 5    |          |        |
| 6    |          |        |
| 7    |          |        |
| 8    |          |        |
| 9    |          |        |
| 10   |          |        |

### Sprint
| Rang | Athlet                  | Punkte |
| ---- | ----------------------- | ------ |
| 1    | Trym Nygaard Løken      | 200    |
| 2    | Yoann Rostolan          | 125    |
| 3    | Raphael Mahlknecht      | 116    |
| 4    | Nicolas Michel          | 105    |
| 5    | Alexis Page             | 100    |
| 6    | Noé Claye               | 89     |
| 7    | Romain Beney            | 72     |
| 8    | Charly Petex            | 62     |
| 9    | Jacob Benjamin Alveberg | 54     |
| 10   | Theo Sillon             | 53     |

| Rang | Athletin               | Punkte |
| ---- | ---------------------- | ------ |
| 1    | Jasmin Taylor          | 160    |
| 2    | Kaja Bjørnstad Konow   | 150    |
| 3    | Augustine Carliez      | 125    |
| 3    | Bouquet Argeline Tan   | 125    |
| 5    | Camille Bourbon        | 110    |
| 6    | Laly Chaucheprat       | 76     |
| 6    | Goril Strom Eriksen    | 76     |
| 8    | Ella Strom Eriksen     | 58     |
| 8    | Coletta Frick          | 58     |
| 8    | Anne Katharina Kessler | 58     |

### Parallelsprint
| Rang | Athlet | Punkte |
| ---- | ------ | ------ |
| 1    |        |        |
| 2    |        |        |
| 3    |        |        |
| 4    |        |        |
| 5    |        |        |
| 6    |        |        |
| 7    |        |        |
| 8    |        |        |
| 9    |        |        |
| 10   |        |        |

| Rang | Athletin | Punkte |
| ---- | -------- | ------ |
| 1    |          |        |
| 2    |          |        |
| 3    |          |        |
| 4    |          |        |
| 5    |          |        |
| 6    |          |        |
| 7    |          |        |
| 8    |          |        |
| 9    |          |        |
| 10   |          |        |

## Podestplatzierungen Männer

### Classic
| Datum            | Ort      | 1. Platz | 2. Platz | 3. Platz |
| ---------------- | -------- | -------- | -------- | -------- |
| 16. Februar 2025 | Ål       |          |          |          |
| 8. März 2025     | Krvavec  |          |          |          |
| 11. März 2025    | Pra Loup |          |          |          |
| 12. März 2025    | Pra Loup |          |          |          |
| 27. März 2025    | Thyon    |          |          |          |

### Sprint
| Datum             | Ort          | 1. Platz           | 2. Platz           | 3. Platz       |
| ----------------- | ------------ | ------------------ | ------------------ | -------------- |
| 20. Dezember 2024 | Pinzolo      | Trym Nygaard Løken | Yoann Rostolan     | Noé Claye      |
| 21. Dezember 2024 | Pinzolo      | Trym Nygaard Løken | Raphael Mahlknecht | Nicolas Michel |
| 15. Januar 2025   | Carezza      |                    |                    |                |
| 16. Januar 2025   | Carezza      |                    |                    |                |
| 7. Februar 2025   | Trillevallen |                    |                    |                |
| 8. Februar 2025   | Trillevallen |                    |                    |                |
| 14. Februar 2025  | Ål           |                    |                    |                |
| 6. März 2025      | Krvavec      |                    |                    |                |
| 7. März 2025      | Krvavec      |                    |                    |                |
| 14. März 2025     | Pra Loup     |                    |                    |                |
| 28. März 2025     | Thyon        |                    |                    |                |

### Parallelsprint
| Datum            | Ort            | 1. Platz | 2. Platz | 3. Platz |
| ---------------- | -------------- | -------- | -------- | -------- |
| 24. Januar 2025  | Melchsee-Frutt |          |          |          |
| 25. Januar 2025  | Melchsee-Frutt |          |          |          |
| 15. Februar 2025 | Ål             |          |          |          |
| 29. März 2025    | Thyon          |          |          |          |

## Podestplatzierungen Frauen

### Classic
| Datum            | Ort      | 1. Platz | 2. Platz | 3. Platz |
| ---------------- | -------- | -------- | -------- | -------- |
| 16. Februar 2025 | Ål       |          |          |          |
| 8. März 2025     | Krvavec  |          |          |          |
| 11. März 2025    | Pra Loup |          |          |          |
| 12. März 2025    | Pra Loup |          |          |          |
| 27. März 2025    | Thyon    |          |          |          |

### Sprint
| Datum             | Ort          | 1. Platz             | 2. Platz             | 3. Platz        |
| ----------------- | ------------ | -------------------- | -------------------- | --------------- |
| 20. Dezember 2024 | Pinzolo      | Jasmin Taylor        | Augustine Carliez    | Camille Bourbon |
| 21. Dezember 2024 | Pinzolo      | Kaja Bjørnstad Konow | Argeline Tan Bouquet | Jasmin Taylor   |
| 15. Januar 2025   | Carezza      |                      |                      |                 |
| 16. Januar 2025   | Carezza      |                      |                      |                 |
| 7. Februar 2025   | Trillevallen |                      |                      |                 |
| 8. Februar 2025   | Trillevallen |                      |                      |                 |
| 14. Februar 2025  | Ål           |                      |                      |                 |
| 6. März 2025      | Krvavec      |                      |                      |                 |
| 7. März 2025      | Krvavec      |                      |                      |                 |
| 14. März 2025     | Pra Loup     |                      |                      |                 |
| 28. März 2025     | Thyon        |                      |                      |                 |

### Parallelsprint
| Datum            | Ort            | 1. Platz | 2. Platz | 3. Platz |
| ---------------- | -------------- | -------- | -------- | -------- |
| 24. Januar 2025  | Melchsee-Frutt |          |          |          |
| 25. Januar 2025  | Melchsee-Frutt |          |          |          |
| 15. Februar 2025 | Ål             |          |          |          |
| 29. März 2025    | Thyon          |          |          |          |